# Invotis
Invotis är ett nederländskt designföretag som har ett stort sortiment av annorlunda och kreativa inredningsföremål.